# 徐爰
徐爰（394年—475年），本名徐瑗，字長玉，南琅邪開陽人。東晉末年及南朝宋官員。徐爰自晉末起至宋前廢帝共七位皇帝在位期間曾長期在朝廷中央任職，先後得宋文帝及孝武帝寵信，遂得以掌握權力，並參與編修國史。宋明帝時因明帝前怨而被貶交州

## 生平
徐爰初任琅琊王司馬德文的大司馬府中典軍，並於義熙十四年（416年）劉裕奉琅琊王為名的北伐中隨軍北征。當時劉裕就看到徐爰細密有條理的優點。劉裕篡晉後，徐爰入職東宮，侍於太子劉義符左右。宋文帝即位後，徐爰又得親信，終以其多年吏職資歷當上殿中侍御史。元嘉十二年，轉任南臺侍御史，後轉始興王劉濬的後軍行參軍，又曾再入侍東宮。元嘉二十七年（450年），宋文帝發動第三次北伐，而文帝每次北伐其實都會對前線遠授戰略，其時任員外散騎侍郎的徐爰就獲配五百人隨王玄謨軍兵向碻磝，並帶著文帝詔命，在當地因時宣旨。
元嘉三十年（453年），太子劉劭弒父登位，時仍為武陵王的宋孝武帝劉駿率兵討伐。劉駿軍攻至新亭時江夏王劉義恭出奔投降劉駿，徐爰那時就騙劉劭說要去追捕義恭，其實也跟著南奔投降。當時劉駿已準備登位為帝，但當時其軍府中人都不知朝廷典章制度，徐爰正好就熟悉這些事，於是眾人對徐爰來奔都十分高興。徐爰遂獲授兼太常丞，編寫禮儀。孝武帝即位並消滅劉劭後，以徐爰補尚書水部郎，又轉尚書殿中郎，兼尚書右丞。
後升任尚書右丞，又轉左丞。大明六年（462年），徐爰領著作郎，負責完成昔日先後由何承天及山謙之、蘇寶生所編寫的國史。雖然徐爰只是因前人所作的草稿去完善，但他想統一國史的行文，主張以晉安帝義熙元年作為國史開端。不過當時還有巴陵王劉休若等主張以劉裕起義兵討伐桓玄的晉安帝元興三年，以及虞龢主張以劉裕封宋公，建宋國那一年作宋公元年為始。最終孝武帝從徐爰的建議，只下令國史當收錄桓玄的傳記。
大明七年（463年）轉游擊將軍，次年再兼尚書左丞及著作郎。徐爰於宋文帝時已經很得親遇，至宋孝武帝時更為倚重，朝廷大禮儀不是徐爰提議的都不會獲准，即使當時有其他博學者都不敢提出和徐爰不同的意見，即使說了也不獲聽從。大明八年（464年），孝武帝去世，為營建景寧陵，徐爰加兼將作大匠。而孝武帝死後，諸王子皆應守喪，期間晉安王劉子勛的侍讀博士問及徐爰有關守喪期應否讀書，徐爰就答：「居喪期間就讀有關喪時的禮儀呀，讀書有甚麼問題。」但幾日後，始安王劉子真的博士也問徐爰同樣問題，他卻說：「服小功喪就要中斷學業了，守父母三年喪還怎可以讀書。」
前廢帝即位後卻日漸顯現其凶暴無道的行徑，殿省中原來的官員大多都被下罪貶黜，就只有徐爰藉他善於奉迎的技巧而無恙。永光元年（465年），前廢帝誅殺圖謀廢帝的顧命大臣江夏王劉義恭、柳元景等後，任命徐爰為黃門侍郎，領射聲校尉，仍兼著作；並封吳平縣子，食邑五百戶，更很得廢帝寵信，廢帝平時出行時徐爰都會跟著沈慶之及山陰公主和廢帝同輦而行。同年，前廢帝被殺，宋明帝即位，立即就將他的封爵削除，並讓他以黃門侍郎改領長水校尉，兼尚書左丞。泰始二年（466年），轉大中大夫，仍兼著作。
不過，其實當宋明帝昔日仍是湘東王時，一直對於在內掌權的徐爰就相當不滿，乃至前廢帝在位時徐爰對他的禮敬形式也不高，這就更令明帝記恨。明帝在泰始三年（467年）就下詔批評徐爰在劉劭一朝時「盡心佞事，義師已震，方得南奔」；孝武一朝時「惟極諂諛，附會承旨，專恣厥性」；廢帝時「深相贊協，苟取偷存，罔顧節義，任算設數，取合人主。」然後指出徐爰在昨日酒宴中「肆意譏毁，謂制詔所為，皆資傍說，又宰輔無斷，朝要非才，恃老與舊，慢戾斯甚。」下令將其流放交州。徐爰出發後，明帝又下詔讓其任廣州宋隆太守，不過下達時徐爰已到交州，還正如遇上李長仁作亂，徐爰因著其名氣以及才智，避過了當時屠殺北來人士的災禍，但還是滯留在交州一段時間才得離開，並到南康郡當郡丞。泰豫元年（472年），明帝去世，徐爰得以返回建康，朝廷遂以其為南濟陰太守，後改授中散大夫。元徽三年（475年），徐爰去世，享年八十二歲。

## 性格特徵
徐爰出身寒門，但憑著他擅長事奉人，能意識到主君微妙意指，而且博覽書傳，熟悉朝廷禮儀，宋文帝時居皇帝身邊，文帝都有問及他意見，而他擅長附會君主，而且還會用經典的引文句子去修飾，故先後得宋文帝及孝武帝親任。即使在劉劭及前廢帝時期，甚至在流放交州時徐爰都憑自己這些才智去保存性命。

## 子女
- 徐希秀，驍騎將軍、淮南太守。